# 増本剛
増本 剛（ますもと かたし、1925年1月2日 - 2012年11月17日）は、金属工学者(多元化合物半導体を主とした機能性材料全般)。広島県安芸郡矢賀村（現広島市東区矢賀町)出身。財団法人 電気磁気材料研究所の第6代理事長および会長。
父は東北大学名誉教授、元同大学金属材料研究所第6代所長および財団法人 電気磁気材料研究所第3代理事長の増本量(はかる)。弟は、第7代電磁材料研究所理事長の増本健(つよし)。

## 人物
1925年広島県安芸郡矢賀村に生まれ。病魔を克服し、1948年東北大学工学部を卒業、同大学大学院前期特別研究生(特待生)を経て、1950年助手、1957年助教授に就任。1960年科学技術庁金属材料技術研究所に半導体研究室を設置するにあたり、室長に招請される。この期に、化合物半導体へテーマの領域を拡げ、研究室の充実を図ったが、所命により、政府長期在外研究員の資格をもって1960から1962年まで、米国パデュー大学理学部に留学し、後半1年間は同学部の助手研究員も兼ねた。その間の1961年に、東北大学より工学博士(旧制)の学位を取得。
1966から1968年まで、中華民国 国立成功大学教授に招聘される。1972年 科学技術庁金属材料技術研究所研究部長に昇任。1980年、三元および多元化合物国際会議(ICTMC)を創設、国際諮問委員会委員長に就任。現在まで日本を含め世界各国において計15回開催した。1985年東北大学工学部教授に就任、1988年退官。
1989から1995年まで、石巻専修大学理工学部教授を務めた。1993年財団法人電気磁気材料研究所（電磁研）第6代理事長兼附置研究所長に就任、研究所組織の機構改革を行い、従来のバルク磁性材料の研究分野に、化合物半導体、誘電体およびアモルファスの新素材分野を加え、その後さらに各薄膜材料の先端的研究にまで拡大させた。そして、一層の研究の活性化、研究所の管理運営の適正化および財政の健全化の3大目標達成に献身的に努力し、人材および研究設備の充実などと共に、疲弊しつつあった財務を完璧に再建して、21世紀における電磁研の発展の基盤を築き上げた。
多元系機能性材料の研究の功績により、1967年日本金属学会功績賞、1984年同学会の谷川・ハリス賞および論文賞、1984年科学技術庁長官賞、1992年日本電子材料技術協会功績賞、1995年勲三等瑞宝章、[1999年日本金属学会名誉員、2007年発明協会発明奨励賞など多くを受賞。